# Ptiloscola
Ptiloscola — род чешуекрылых из семейства павлиноглазок и подсемейства Ceratocampinae.

## Систематика
В состав рода входят:
- Ptiloscola dargei Lemaire, 1971 — Мексика
- Ptiloscola descimoni Lemaire, 1971 — Эквадор
- Ptiloscola lilacina (Schaus, 1900) — Колумбия
- Ptiloscola photophila (Rothschild, 1907) — Эквадор
- Ptiloscola surrotunda (Dyar, 1925) — Мексика
- Ptiloscola wellingi Lemaire, 1971 — Мексика